# Віктор Ельм
Віктор Себастіан Ельм (швед. Viktor Sebastian Elm, нар. 13 листопада 1985, Кальмар, Швеція) — колишній шведський футболіст, грав на позиції півзахисника.
Відомий своїми виступами за клуб «Кальмар».

## Ігрова кар'єра

### «Фалкенберг»
Свою футбольну кар'єру Віктор Ельм розпочав у клубі «Фалкенберг» у 2004 році. І провів у клубі два роки, зігравши у 32-х матчах.

### «Кальмар»
У 2006 році Віктор перейшов до складу «Кальмара», де на той момент вже грав його брат Расмус Ельм. Згодом до них приєднався і старший брат Давид і вони стали другим тріо братів в історії чемпіонатів Швеції, які виступали в основі одного клубу одночасно. Саме гра братів Ельм відіграла важливу роль в успіхах «Кальмара» у 2007 році. Клуб став другим у регулярному чемпіонаті і вперше з 1985 року виграв Кубок Швеції. У наступному сезоні 2008 року Віктор був визнаний кращим півзахисником чемпіонату. В кінці того сезону Віктор залишив клуб як вільний агент.

### «Геренвен»
Восени 2008 року Ельм підписав чотирирічний контракт з нідерландським клубом «Геренвен», де також відзначався високою результативністю. По закінченню контракту Ельм покинув клуб. 

### АЗ
У 2012 році Ельм приєднався до іншого нідерландського клубу — АЗ, де також відіграв три роки.

### Повернення у «Кальмар»
У березні 2015 року стало відомо, що Ельм повертається у «Кальмар», де він знов возз'єднався зі своїми братами — Расмусом та Давидом. За клуб Віктор Ельм зіграв понад 150 матчів. У 2020 році він завершив ігрову кар'єру.

## Збірна
У січні 2008 року Віктор Ельм зіграв свій перший матч у складі національної збірної Швеції. Та дебют у офіційних поєдинках відбувся лише у червні 2009 року у матчі кваліфікації до чемпіонату світу 2010 року проти команди Данії.

## Досягнення
Кальмар
- Чемпіон Швеції: 2008
- Переможець Кубка Швеції: 2007

Геренвен
- Переможець Кубка Нідерландів: 2008/09

АЗ
- Переможець Кубка Нідерландів: 2012/13

Особисті
- Кращий півзахисник року у Швеції : 2008